# NGC 1159
NGC 1159 este o galaxie spirală situată în constelația Perseu. A fost descoperită în 2 decembrie 1883 de către Édouard Stephan⁠(d). Se află la o distanță de 19,32 megaparseci de Pământ.